# Karl Otto von Seemen
Karl Otto von Seemen (2 de agosto de 1838 - 23 de junio de 1910) fue un horticultor, y botánico alemán.

## Algunas publicaciones

### Libros
- 1903. Salices Japonicæ, &c. 83 pp.

## Eponimia
- (Caprifoliaceae) Viburnum seemenii Graebn.[1]
- (Potamogetonaceae) Potamogeton seemenii Asch. & Graebn.[2]
- (Ranunculaceae) Anemonoides × seemenii (Camus) Holub[3]
- (Salicaceae) Salix seemenii B.Fedtsch.[4]